# Психолошки капитал
Појам психолошки капитал се односи на унутрашње капацитете самог појединца који су усмерени на испољавање одређених својстава његове/њене личности који утичу на сам однос према послу и делотворност, тј. продуктивност. 
С обзиром да је сам појам релативно нов, тренутни предмет изучавања у оквиру психолошког капитала су четири компоненте:
- самоефикасност
- нада
- оптимизам
- отпорност

Свака од ових компоненти има посебну историју истраживања и теоријску подлогу. Појмови који се користе за разумевање и објашњавање ове четири компоненте или димензије, како се негде називају.

## Самоефикасност
Самоефикасност се описује као поверење у сопствену способност организације и извршавања активности потребних за разрешење будућих ситуација.
У свету рада, самоефикасност се огледа у начину на који појединци доносе пословне одлуке, у ставу који имају према себи и свом раду, као и у активности које из тога произлазе. Сматра се да процена самоефикасности утиче на то како појединац бира активности и окружење, колики ниво труда и упорности ће уложити у посао, који ниво анксиозности и стреса ће се јавити у новим ситуацијама као и на то како се размишља и доносе одлуке о циљевима. 

## Нада
У контексту појма психолошки капитал нада се дефинише као позитивно мотивационо стање засновано на осећају успешне интеракције између две компоненте: 1. усмеравања енергије према циљу и 2.стварања планова за постизање тог циља. Постављање циља подразумева како мотивацију да се достигне тако и план како може да дође до тога. У случају наиласка на препреку, неопходна је способност налажења нових решења и избор најподеснијег од њих. Оно по чему се појединци разликују јесте начин на који се носе са тим препрекама. Претпоставка је да се, када је нада израженија, лакше излази на крај са препрекама.

## Оптимизам
Као компонента психолошког капитала оптимизам је реалистичко очекивање на основу процене шта је стварно могуће постићи у датој ситуацији. Повезан је са постојањем позитивних емоција и мотивације, очекивањем позитивних исхода и позитивном атрибуцијом догађаја. Како се под појмом атрибуције подразумева објашњење узрока догађаја, у овом контексту то значи да је позитивна атрибуција када се успеси приписују сопственом раду и способностима, а неуспеси служе за учење на грешкама и као подстицај за даљи рад и побољшање.

## Отпорност
У основи димензије отпорности у психолошком капиталу јесте способност прилагођавања и поновног успостављања равнотеже у промењеним условима и околностима.

За сада оно што се са сигурношћу може закључити јесте да психолошки капитал у пословном смислу може да буде оно по чему се једна фирма разликује од друге и што јој даје предност у односу на конкуренцију и на специфичан начин доприноси њеном успеху.
На јачању психолошког капитала може да се ради и на организацијском и на индивидуалном нивоу.
Доживљај самоефикасности се гради кроз освешћивање претходних успеха. Зато је важно уводити мање, постепене промене да би напредовање могло да се прати. Улога ментора у овој димензији психолошког капитала је значајна јер они представљају близак и конкретан пример како се нешто успешно ради. Зато је битно да ментори буду што сличнији по својим карактеристикама особи која од њих учи. Повратне информације и похвале за урађен посао су битни фактори за повећање доживљаја самоефикасности.
У односу на димензију наде сматра се да је важно постављање и дефинисање изазовних али достижних циљева, одређивање конкретних активности за њихово оsтварење, као и налажење алтернативних могућности. Све ово је важно као одговор на потенцијалне препреке и њихово превазилажење.
У оквиру димензије оптимизма, важно је да препознамо да ли смо склони да видимо прво лоше и ружно, као и да ли смо склони да успехе приписујемо срећи, а за неуспехе да кривимо себе.Само учење о начинима на које може да се објасни начин сопственог функционисања помаже да се препознају уобичајени начини и да се утиче на њих да би се променили ако су негативни.
Што се тиче отпорности, сматра се да постоји како урођени степен отпорности (коефицијент вулнерабилности), тако и стечени капацитети који утичу на ову димензију, Отпорност се јача подсећањем на позитивне исходе и превазилажење ранијих ситуација, као и постављањем питања која померају особу са емоционалног на рационални ниво - на пример. Шта се чињенично дешава? Шта могу да урадим поводом ове ситуације? Циљ повећања отпорности није избегавање лоших ствари него успешно излажење на крај са њима.
Најважнији корак у даљем развоју концепта психолошког капитала јесте проналажење различитих стратегија и готових начина на које ресурси и димензије психолошког капитала могу да се повећају.
Очигледно је да је психолошки капитал важан и за осећај личног задовољства и благостања као и за продуктивност.